# Jhagrakhand
Jhagrakhand is een nagar panchayat (plaats) in het district Koriya van de Indiase staat Chhattisgarh. 

## Demografie
Volgens de Indiase volkstelling van 2001 wonen er 7.507 mensen in Jhagrakhand, waarvan 52% mannelijk en 48% vrouwelijk is. De plaats heeft een alfabetiseringsgraad van 63%. 